# Schizocarpum parviflorum
Schizocarpum parviflorum là một loài thực vật có hoa trong họ Cucurbitaceae. Loài này được B.L. Rob. & Greenm. miêu tả khoa học đầu tiên năm 1894.